# Limite divergente
Um limite divergente ocorre com o afastamento de placas tectônicas que se movem em sentidos opostos, sendo assim, há adição de material magmático à crosta terrestre neste ponto. O magma ascende por um espaço que existe entra as placas, denominado por rifte.
Um de vários exemplos de limite de placas divergentes é o encontro entre a placa Sul-americana e a placa Africana no meio do Oceano Atlântico. O material adicionado forma o assoalho oceânico e provoca o afastamento das duas placas em questão. Este tipo de limite entre placas está muitas vezes associado à Dorsal Mesoatlântica.